# Taifa di Valencia
La Taifa di Valencia (in arabo طائفة بلنسية‎?) era un regno medievale Moresco taifa che esisteva a Valencia e nei territori circostanti in tre periodi distinti: dal 1010 al 1102 (dal 1065 al 1075 fu annesso alla taifa di Toledo, mentre dal 1094 al 1099 il regno fu governato del leggendario condottiero El Cid e poi dalla moglie, Jimena Díaz), dal 1145 al 1172 (dal 1047 fu unito alla taifa di Murcia), e dal 1228/9 al 1238, quando fu definitivamente conquistata dalla Corona d'Aragona.

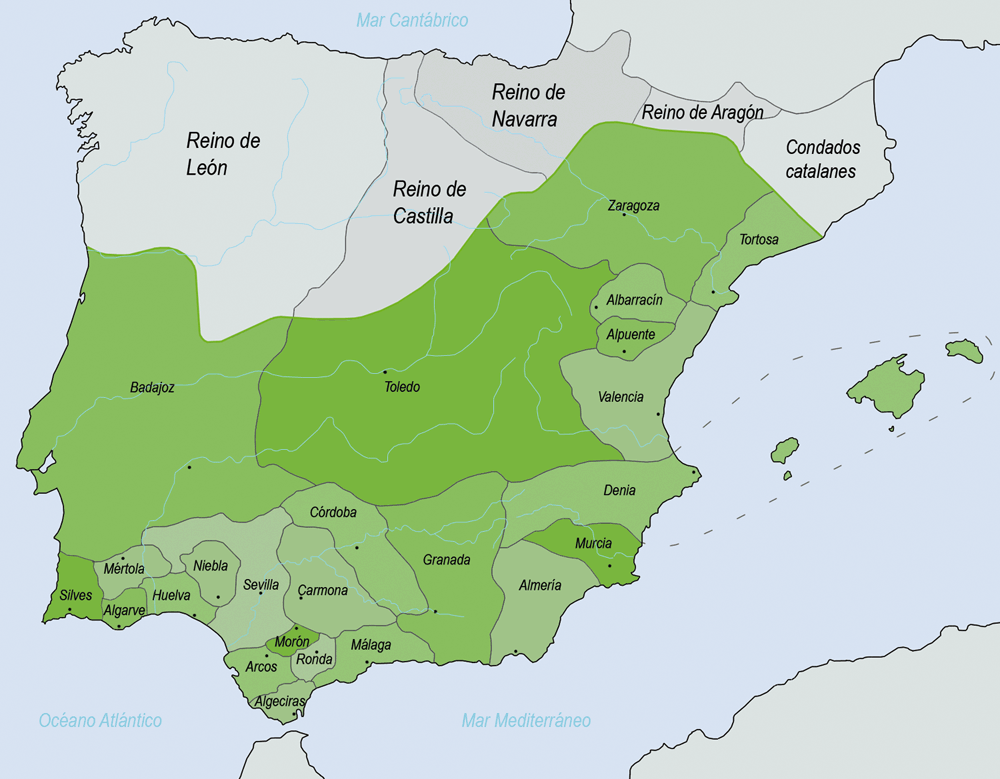
Taifa di Valencia nel 1031

Taifa di Valencia nel 1038, dopo aver incorporato la Taifa di Murcia

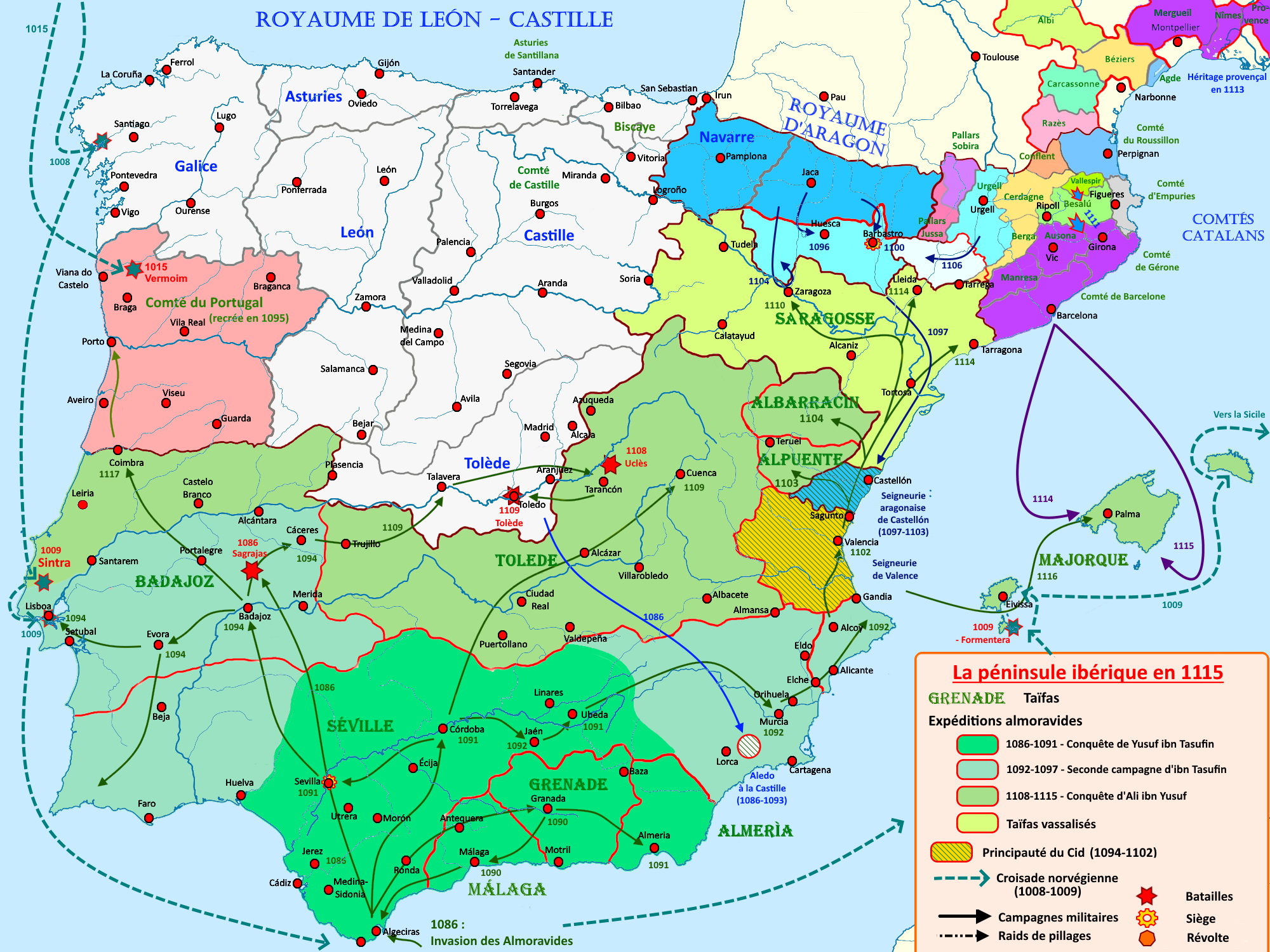
Taifa di Valencia tra il 1095 ed il 1102 governata da el Cid e dalla moglie

## Storia

### Prima taifa
La Taifa di Valencia nacque nel periodo iniziale della fitna di al-Andalus, descritta dallo storico Rafael Altamira, quando, come riporta Gran enciclopedia catalana, presero il potere Mubarak e Muzaffar, dei saqaliba, come riporta la Muslim Spain and Portugal: A Political History of al-Andalus.
Anche per il fatto che i saqaliba non avevano eredi, nel 1021, fu posto sul trono, Abd al-Aziz, un Amiride, figlio di Abd al-Rahman Sanchuelo e nipote di Almanzor, come conferma anche The History Of The Mohammedan Dynasties In Spain Vol II.

Secondo La web de las biografias Abd al-Aziz ebbe un primo periodo di regno molto pacifico e fu tra coloro che riconobbero come califfo il falso Hisham II.

Nel 1038, Abd al-Aziz, dopo la morte di Zuhair, durante il Regno di Abú Bark al-Ramini, conquistò la Taifa di Almería e nominò governatore di Almería suo genero, Ma'n ben Muhammad, il quale si rese indipendente nel 1044, inaugurando un nuovo periodo di Taifa sotto il dominio della dinastia dei Banu Sumadih, come riporta il Ibn Khallikan's Biographical dictionary, v.3. Sempre in quell'anno diede ospitalità a Abú Bark al-Ramini, fuggito dalla taifa di Murcia, come riporta la Histoire des Almohades / d'Abd el- Wâh'id Merrâkechi.

Alla sua morte, nel 1061, gli succedette il figlio, Abd al-Malik al-Muzaffar.
Abd al-Malik al-Muzaffar, che aveva sposato la figlia del re di Toledo, Yahya detto al-Mamun governò la taifa di Valencia; ma dopo che, nel 1065, al-Mamun, era corso in aiuto del genero che combatteva i Castigliani, pochi mesi dopo si impossessò della taifa di Valencia e la Histoire des Musulmans d'Espagne Volume 4 riporta che al-Mamun depose e imprigionò a Cuenca il re della taifa di Valencia Abd al-Malik Abu Merwan, che era suo genero.

Al-Mamun governò Valencia sino al febbraio 1075, quando morì in circostanze sospette, forse avvelenato.

Secondo alcune fonti Abd al-Malik al-Muzaffar, dopo la morte di Al-Mamun, rientrò a Valencia, mori poco dopo e gli succedette Abu Bakr Ibn Abd al-Aziz, un suo fratellastro.
Abu Bakr portò avanti una politica di neutralità tra le diverse taife e quando al-Muqtadir di Saragozza ebbe delle mire sulla taifa di Valencia, ne accettò la supremazia e diede sua figlia in sposa al figlio di al-Muqtadir e continuò a governare Valencia.

Dopo che il Re di Castiglia Alfonso VI aveva conquistato Toledo, con i Re delle Taifa di Granada e Badajoz cercarono l'aiuto degli Almoravidi, come riporta lo storico Rafael Altamira, e Abu Bakr, fu tra coloro che si recò ad incontrare il califfo, Yūsuf ibn Tāshfīn, appena arrivato in al-Andalus. 

Abu Bakr morì poco dopo, nel 1085, e gli succedette il figlio Utman.
Utman dovette prima combattere il fratello che pretendeva il trono, ma pochi mesi dopo l'incoronazione, Alfonso VI, che aveva conquistato Toledo, nel 1085, dopo un lungo assedio, propose al re di Toledo, Al-Qadir, di governare la taifa di Valencia.

Al-Qadir, nel 1086, prese possesso della taifa di Valencia e Utman fu deposto.
Al-Qadir difese la taifa dagli Almoravidi con l'aiuto delle truppe castigliane, al comando di Álvar Fáñez, di Al-Musta'in II, re della taifa di Saragozza e d'el Cid.

Nel 1092, Al-Qadir fu assassinato in seguito ad una sollevazione di valenciani favorevoli agli Almoravidi, dopo che un piccolo contingente di Almoravidi era entrato in Valencia, Al-Qadir fu trascinato fuori dal suo nascondiglio e giustiziato.
Ibb Yahhaf, sostenuto dagli Almoravidi, divenne re della taifa di Valencia, e mentre el Cid, desideroso di vendicare la morte di Al-Qadir, si preparava ad attaccare Valencia, difesa da una piccola guarnigione di Almoravidi, cercò alleanze nelle taife vicine. Allora Ibb Yahhaf chiese altre truppe a Yūsuf ibn Tāshfīn, che arrivarono nel settembre 1093. El Cid dopo aver cercato invano una trattativa, pose l'assedio e nel 1094, conquistò Valencia;Rodrigo chiese a Ibn Yaahaf di consegnargli il tesoro di Al-Qadir; ma Ibn Yaahaf giurò di non saperne nulla, allora Rodrigo gli disse che lo avrebbe messo a morte se lo avesse trovato e, dato che scoprì che era in suo possesso e lo fece bruciare vivo. 
Non ostante altri rinforzi inviati da Yūsuf ibn Tāshfīn, el Cid mantenne il possesso della città sino al 1099, quando morì e la città fu governata dalla moglie, Jimena Díaz, sino al 1102, quando un nuovo esercito almoravide, dopo un lungo assedio, convinse Jmena e Alfonso VI, che era venuto in aiuto ad abbandonare la città.

Massima estensione dei domini di Muhammad ibn Mardanish ed i suoi alleati (tra cui la taifa di Valencia), nel 1160.

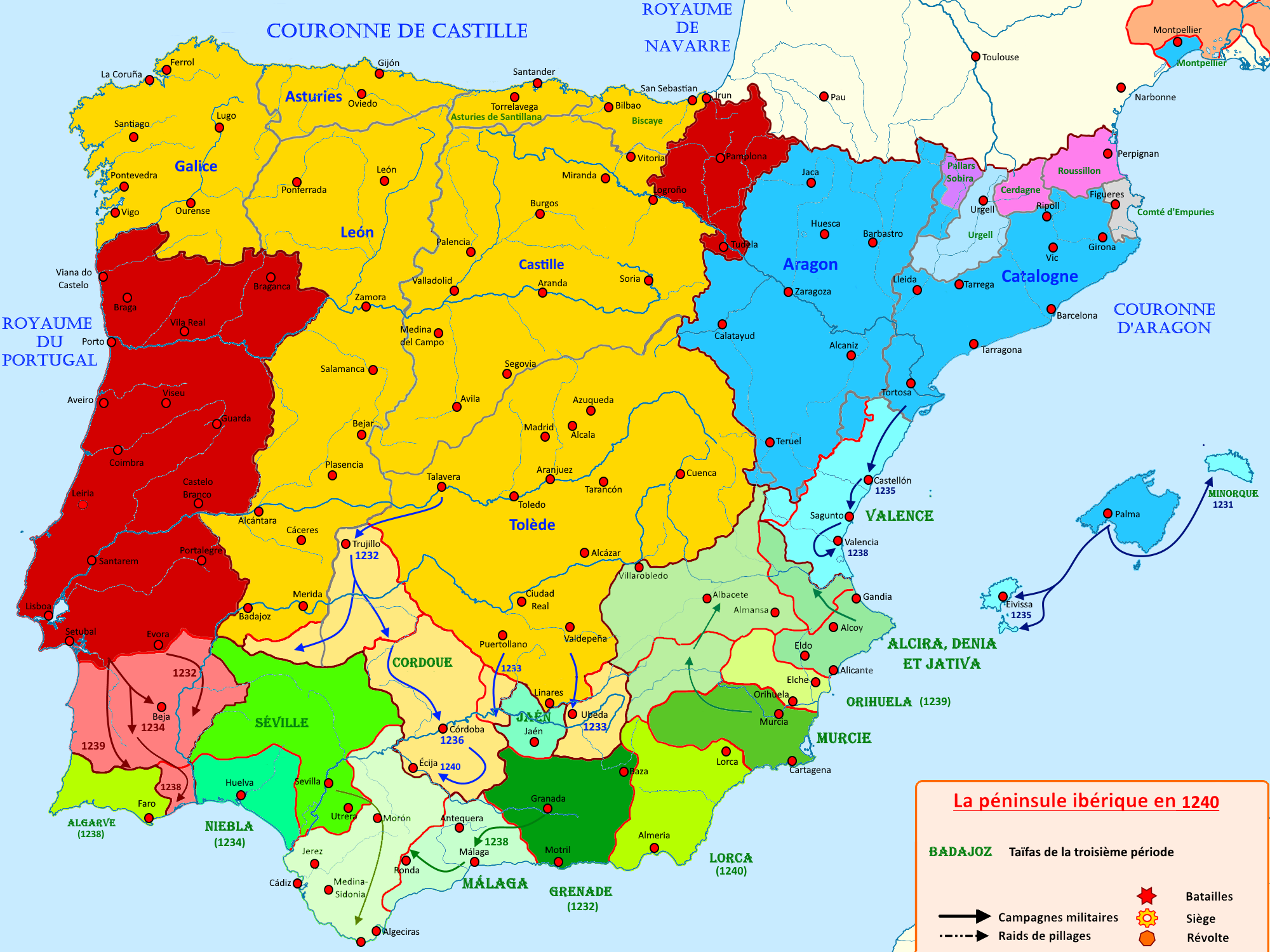
Taifa di Valencia, tra il 1230 ed il 1238.

### Seconda taifa
Quando l'Impero degli almoravidi perdette vigore, secondo The History Of The Mohammedan Dynasties In Spain Vol II, nel 1144, da Valencia, che era stata governata da Yhaia, fratello del califfo, ʿAlī b. Yūsuf, gli Almoravidi furono cacciati e sorse una seconda taifa, mentre secondo la Muslim Spain and Portugal: A Political History of al-Andalus, fu nel 1145, che, quando nel 1047, Muhammad ibn Mardanish, figlio del governatore di Fraga Saʿd ibn Mardanīsh (discendente da una famiglia cristiana di nome Martinez), si erse a difensore di tutto il Levante di al-Andalus, la taifa di Valencia si gli si alleò.

Secondo la Histoire des Berbères et des dynasties musulmanes de l'Afrique, Volume 2, nel 1164, Mardanish, che i Cristiani chiamavano re Lupo aveva conquistato Carmona e assediato Jaén, obbligando il califfo almohade, Abu Ya'qub Yusuf I a ritornare in al-Andalus

Nel 1170, Mardanish fu abbandonato dal suo più stretto alleato, il suocero, Ibn Hamushk, che non gli perdonava l'abbandono della figlia, e che alleatosi agli almohadi, nel 1071, guidò le truppe contro il ribelle, Mardanish, che fu sconfitto e costretto a rinchiudersi in Murcia, e, quando l'anno dopo era sul pinto di morte, chiamò i figli intorno a sé e li convinse ad arrendersi alla superiorità degli avversari.

Mardanish morì il 2 marzo 1072 e la taifa di Valencia fu conquistata dagli Almohadi.

### Terza taifa
Quando l'Impero almohade perdette vigore, dopo la sconfitta subita a Las Navas de Tolosa vi fu un terzo periodo di espansione dei regni di taifa e Valencia fu governata da un re di taifa per la terza volta.

La taifa , nata nel 1228 circa fu da subito attaccata dal re di Aragona, Giacomo I, e dopo la sconfitta subita a Puig, nel 1237, Valencia fu conquistata l'anno successivo, il 29 settembre.

### Fonti primarie
- (FR)  Histoire des Almohades / d'Abd el- Wâh'id Merrâkechi
- (EN)  The History Of The Mohammedan Dynasties In Spain Vol II
- (EN)  Muslim Spain and Portugal: A Political History of al-Andalus
- (EN)  Ibn Khallikan's Biographical dictionary, 3
- (FR)  Histoire des Berbères et des dynasties musulmanes de l'Afrique, Volume 2

### Letteratura storiografica
- Rafael Altamira, "Il califfato occidentale", in: «Storia del mondo medievale», Cambridge History of Middle Age, vol. II, 1999, pp. 477–515.]
- Rafael Altamira, La Spagna (1031-1248), in "Storia del mondo medievale", vol. V, 1999, pp. 865–896
- La recomquista
- (ES)  Reino taifa de Valencia